# Língua valona unificada
O valão unificado (rifondou walon e em Francês wallon unifié ou orthographe wallonne commune) é uma nova tipologia ortográfica da Língua valona, uma língua românica falada em Valónia (no sul da Bélgica). Foi criada em contraposição à antiga tipologia, chamada Sistema Feller.
É utilizado, praticamente, nos mesmos lugares onde fala-se o valão clássico: 
- na França, na Botte de Givet (no norte das Ardenas) e na pequena cidade de Cousolre;
- na Bélgica, na Valónia e nos distritos valões de Bruxelas;
- no Luxemburgo, em algumas pequenas cidades, tais como Doncols e Sonlez.

## História

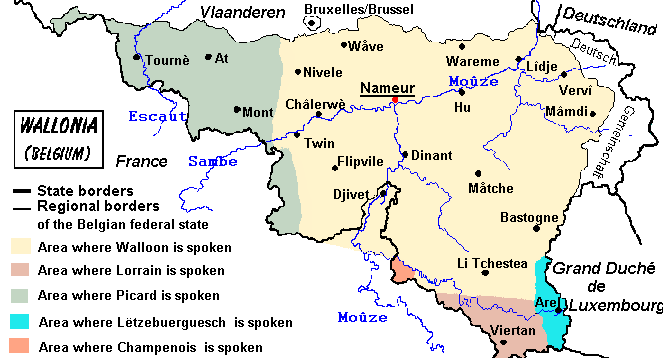
Distribuição geográfica do valão

O Sistema Feller era um sistema standard ortográfico fonético que mudava de uma região para outra, conforme os respectivos dialectos e patois daquela região. Porém, o valão unificado não é uma língua unificada, apenas a sua ortografia está unificada, porque todos continuam a falar com o seu próprio sotaque local tradicional.
O valão unificado baseia-se nos diassistemas.
A população total dos falantes da língua valona atinge os 800 000; destes, cerca de 200 000 o utilizam regularmente.

## Gramática e pronúncia
O valão unificado distingue-se por algumas características. Eis aqui alguns exemplos:
| Escrita | Liège | Namur-Charleroi |
| ------- | ----- | --------------- |
| xh      | H     | ch              |
| jh      | H     | j               |
| ea      | ê     | ia              |
| ae      | ê     | a               |